# 막시 이글레시아스
막시밀리아노 테오도로 이글레시아스 아세베도(스페인어: Maximiliano Teodoro Iglesias Acevedo, 1991년 2월 6일 ~ )는 스페인의 배우이자 모델이다.

## 출연 작품
- 오, 발레리아 (2020~2021)
- 아무튼, 우리 (2019)
- 살인거래 (2015)
- 까를로따의 일기 (2010)
- 애프터 (2009)
- 섹스, 파티 그리고 거짓말 (2009)